# Resolució 1265 del Consell de Seguretat de les Nacions Unides
La Resolució 1265 del Consell de Seguretat de les Nacions Unides fou adoptada per unanimitat el 17 de setembre de 1999.
En la primera resolució per abordar el tema, el Consell va discutir sobre la protecció dels civils durant els conflictes armats.

## Resolució

### Observacions
El Consell de Seguretat va prendre nota dels informes del Secretari General Kofi Annan sobre la situació a l'Àfrica i la protecció dels civils en conflictes armats. Els civils representaven la majoria de les víctimes en conflictes armats i es convertien cada cop en objectius de les parts en conflicte. Les dones, els nens, els refugiats i els desplaçats interns eren particularment l'objectiu de la violència i això dificultava la pau duradora i la reconciliació.
El Consell va destacar la importància d'abordar els problemes que generen els conflictes armats a tot el món i la protecció dels civils a través del creixement econòmic, l'erradicació de la pobresa, el desenvolupament sostenible, la reconciliació nacional, el bon govern, la democràcia, l'estat de dret i el respecte als drets humans.
Va expressar la seva preocupació perquè, durant el conflicte armat, hi hagués poc respecte pel dret internacional humanitari, drets humans i dret de refugiats. Els grups vulnerables, especialment els nens, també tenien drets i necessitats específiques durant els conflictes armats, tal com es va observar a la Resolució 1261 (1999) i també les dones n'eren afectades.

### Actes
El Consell de Seguretat va condemnar l'objectiu intencionat dels civils durant els conflictes armats. Es va demanar a totes les parts interessades que respectessin el dret internacional humanitari, especialment els convenis de La Haia (1899 i 1907) i els convenis de Ginebra. Es va instar els Estats que no havien ratificat els instruments internacionals a prendre mesures per a implementar els instruments a nivell domèstic.
Es va subratllar la importància d'un accés segur i sense obstacles amb llibertat de moviment per a les agències humanitàries internacionals durant els conflictes armats. El Conveni sobre la seguretat de les Nacions Unides i el personal associat de 1994 i la Convenció sobre la prohibició de l'ús, emmagatzematge, producció i transferència de mines antipersona i sobre la seva destrucció (Tractat d'Ottawa) de 1997 entraren en vigor i el Consell va recordar el benefici que això tindria sobre els civils en conflictes armats. Es va subratllar la formació del personal i la presència de policies civils en les operacions de manteniment de la pau, tot i que es va destacar l'efecte desestabilitzador de la proliferació d'armes i municions.
La resolució va expressar la seva voluntat d'examinar com els mandats del manteniment de la pau tractaven els danys dels conflictes armats contra civils i responien a situacions en què els civils eren objectius deliberadament i l'ajuda humanitària era obstruïda. El Consell també treballaria amb organitzacions internacionals com el Comitè Internacional de la Creu Roja i les organitzacions regionals per trobar formes de millorar la protecció civil. Finalment, el Consell va establir un mecanisme per revisar les recomanacions contingudes en l'informe del Secretari General i va anunciar que consideraria mesures per adoptar s l'abril de 2000.